# Westworld (série de televisão)
Westworld é uma série de televisão estadunidense de ficção científica, desenvolvida por Jonathan Nolan e Lisa Joy, que estreou em 2 de outubro de 2016 na emissora HBO, baseada no filme de mesmo nome de 1973 sobre um parque de diversões futurista, escrito e dirigido pelo norte-americano Michael Crichton, e também em sua continuação, Futureworld, de 1976. A série foi oficializada no segundo semestre de 2013, com encomenda de dez episódios para a primeira temporada. E teve como produtores executivos Jonathan Nolan, Lisa Joy, Bryan Burk, Jerry Weintraub e, J. J. Abrams.
A história se passa em Westworld, um parque temático tecnologicamente avançado que simula o Velho Oeste e é povoado por androides sintéticos apelidados de "anfitriões", que atendem aos desejos dos ricos visitantes do parque (apelidados de "recém-chegados" pelos anfitriões e de "convidados" pela gerência do parque). Os visitantes podem fazer o que quiserem dentro do parque, sem seguirem regras ou leis e sem medo de retaliação por parte dos anfitriões.
A estreia da série recebeu as classificações mais elevadas de audiência desde os vencedores do Emmy Award da série True Detective. Ela tem recebido elogios significativos pela crítica, especialmente por seu figurino, história, elementos temáticos e estruturação do mundo.
Em 4 de novembro de 2022, a HBO anunciou o cancelamento da série após quatro temporadas. A série terminou com final inconclusivo. A dupla de criadores planejava encerrar a trama, de maneira adequada, na quinta leva de episódios.  O alto custo de produção e a queda de audiência foram alguns fatores que levaram à série ao cancelamento.

## Sinopse
No futuro, o parque temático Westworld oferece a seus visitantes a oportunidade de conhecer o Velho Oeste em um gigantesco terreno, incluindo a cidade fronteiriça de Sweetwater. A cidade e todo o terreno são ocupados por "anfitriões", androides indistinguíveis dos humanos, que possuem uma programação avançada que segue um conjunto pré-definido de narrativas entrelaçadas, com a capacidade de se desviar dessas narrativas e improvisar à medida que os visitantes interagem com eles. Os anfitriões repetem essas narrativas todos os dias, tendo suas memórias apagadas durante a noite, enquanto dormem, até que sejam reaproveitados para outras narrativas ou desativados e armazenados para uma futura reutilização em novas histórias. Para a segurança dos visitantes, os anfitriões são incapazes de prejudicar quaisquer outras formas de vida, permitindo aos visitantes liberdade quase ilimitada de se envolverem em qualquer atividade que quiserem, sem retaliação, incluindo sexo e assassinatos simulados com os anfitriões. Uma equipe supervisiona o parque, desenvolve novas narrativas e realiza reparos nos anfitriões quando necessário. O enredo começa a se desenrolar, de fato, quando alguns dos anfitriões começam a alcançar a autoconsciência.

## Episódios
| Temporada | Temporada | Título        | Episódios | Episódios | Originalmente exibido | Originalmente exibido |
| Temporada | Temporada | Título        | Episódios | Episódios | Estreia da temporada  | Final da temporada    |
| --------- | --------- | ------------- | --------- | --------- | --------------------- | --------------------- |
|           | 1         | The Maze      | 10        | 10        | 2 de outubro de 2016  | 4 de dezembro de 2016 |
|           | 2         | The Door      | 10        | 10        | 22 de abril de 2018   | 24 de junho de 2018   |
|           | 3         | The New World | 8         | 8         | 15 de março de 2020   | 3 de maio de 2020     |
|           | 4         | The Choice    | 8         | 8         | 26 de junho de 2022   | 14 de agosto de 2022  |

### 1.ª temporada:The Maze(2016)
A série se inicia em Westworld, um parque temático tecnologicamente avançado que simula o Velho Oeste e é povoado por androides sintéticos apelidados de "anfitriões". Westworld atende a convidados que pagam um alto preço, e que podem fazer o que quiserem dentro do parque, sem seguirem regras ou leis e sem medo de retaliação por parte dos anfitriões.

### 2.ª temporada:The Door(2018)
Em novembro de 2016, a emissora HBO renovou a série para uma segunda temporada de 10 episódios, que estreou em 22 de abril de 2018.

### 3.ª temporada:The New World(2020)
Em 1 de maio de 2018, a emissora HBO renovou a série para uma terceira temporada. Intitulada The New World, a temporada estreou em 15 de março de 2020, sendo composta por 8 episódios.

### 4.ª temporada (2022)
Em 22 de abril de 2020, a série foi renovada para uma quarta temporada. Consistindo em 8 episódios, estreou no dia 26 de junho de 2022.

## Elenco e personagens

### Principal
| Ator                 | Personagem               | Temporadas | Temporadas   | Temporadas   | Temporadas   |
| Ator                 | Personagem               | 1          | 2            | 3            | 4            |
| -------------------- | ------------------------ | ---------- | ------------ | ------------ | ------------ |
| Evan Rachel Wood     | Dolores Abernathy        | Principal  | Principal    | Principal    | Principal    |
| Thandie Newton       | Maeve Millay             | Principal  | Principal    | Principal    | Principal    |
| Jeffrey Wright       | Bernard Lowe             | Principal  | Principal    | Principal    | Principal    |
| Jeffrey Wright       | Arnold Weber             | Principal  | Principal    | Principal    |              |
| Luke Hemsworth       | Ashley Stubbs            | Principal  | Principal    | Principal    | Principal    |
| Tessa Thompson       | Charlotte Hale           | Principal  | Principal    | Principal    | Principal    |
| Ed Harris            | Homem de Preto / William | Principal  | Principal    | Principal    | Principal    |
| James Marsden        | Teddy Flood              | Principal  | Principal    | Principal    | Principal    |
| Simon Quarterman     | Lee Sizemore             | Principal  | Principal    | Participação |              |
| Angela Sarafyan      | Clementine Pennyfeather  | Principal  | Principal    | Principal    | Principal    |
| Rodrigo Santoro      | Hector Escaton           | Principal  | Principal    | Participação | Participação |
| Clifton Collins Jr.  | Lawrence                 | Principal  | Principal    | Participação |              |
| Clifton Collins Jr.  | El Lazo                  | Principal  |              |              |              |
| Ingrid Bolsø Berdal  | Armistice                | Principal  | Principal    |              |              |
| Shannon Woodward     | Elsie Hughes             | Principal  | Principal    |              |              |
| Anthony Hopkins      | Robert Ford              | Principal  | Principal    |              |              |
| Talulah Riley        | Angela                   | Principal  | Principal    |              |              |
| Ben Barnes           | Logan Delos              | Principal  | Recorrente   |              |              |
| Jimmi Simpson        | William (jovem)          | Principal  | Recorrente   |              |              |
| Sidse Babett Knudsen | Theresa Cullen           | Principal  | Participação |              |              |
| Louis Herthum        | Peter Abernathy          | Recorrente | Principal    |              |              |
| Katja Herbers        | Emily / Grace            |            | Principal    | Participação |              |
| Fares Fares          | Antoine Costa            |            | Principal    |              |              |
| Gustaf Skarsgård     | Karl Strand              |            | Principal    |              |              |
| Zahn McClarnon       | Akecheta                 |            | Principal    |              |              |
| Tao Okamoto          | Hanaryo                  |            | Recorrente   | Principal    |              |
| Aaron Paul           | Caleb Nichols            |            |              | Principal    | Principal    |
| Vincent Cassel       | Engerraund Serac         |            |              | Principal    |              |

### Recorrente
| Ator                | Personagem        | Temporadas | Temporadas   |
| Ator                | Personagem        | 1          | 2            |
| ------------------- | ----------------- | ---------- | ------------ |
| Steven Ogg          | Rebus             | Recorrente | Participação |
| Brian Howe          | Xerife Pickett    | Recorrente |              |
| Demetrius Grosse    | Delegado Foss     | Recorrente |              |
| Ptolemy Slocum      | Sylvester         | Recorrente | Recorrente   |
| Leonardo Nam        | Felix Lutz        | Recorrente | Recorrente   |
| Izabella Alvarez    | Filha de Lawrence | Recorrente | Recorrente   |
| Jasmyn Rae          | Filha de Maeve    | Recorrente | Recorrente   |
| James Landry Hébert | Slim Miller       | Recorrente |              |
| Oliver Bell         | Garotinho         | Recorrente | Participação |
| Betty Gabriel       | Maling            |            | Recorrente   |
| Peter Mullan        | James Delos       |            | Recorrente   |
| Jonathan Tucker     | Major Craddock    |            | Recorrente   |
| Patrick Cage        | Phil              |            | Recorrente   |
| Martin Sensmeier    | Wanahton          |            | Recorrente   |
| Tao Okamoto         | Hanaryo           |            | Recorrente   |
| Rebecca Henderson   | Goldberg          |            | Recorrente   |

## Produção

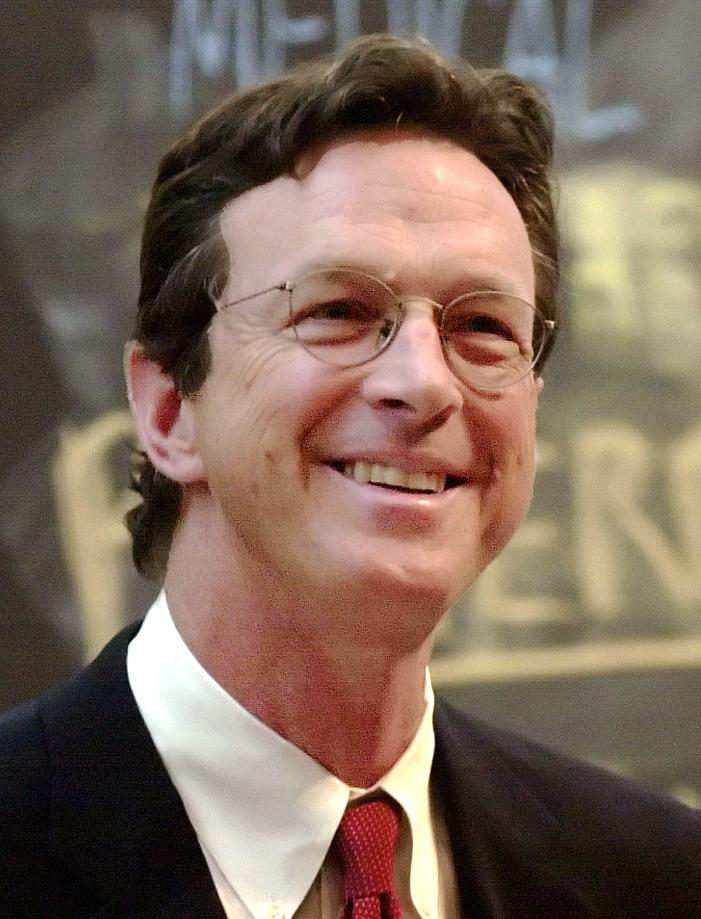
Michael Crichton, o escritor do filme de 1973 na qual a série é baseada.

### Concepção e desenvolvimento
A Warner Bros. esteve considerando um remake de Westworld desde o início da década de 1990, e, depois da saída da executiva de estúdio Jessica Goodman, em 2011, o projeto estava novamente em consideração. Jerry Weintraub estava tentando fazer um remake há anos e, depois de seu sucesso com o filme Behind the Candelabra, da HBO, ele convenceu a emissora a dar luz verde para um episódio piloto. Jerry Weintraub levou o projeto até Jonathan Nolan e a co-escritora Lisa Joy, que viu potencial no conceito de fazer algo muito mais ambicioso. Então, em 31 de agosto de 2013, foi anunciado que a emissora de televisão HBO havia encomendado um episódio piloto para uma possível versão de série de televisão da história, com Jonathan Nolan, Lisa Joy, J. J. Abrams, Jerry Weintraub e Bryan Burk como produtores executivos.
Mais tarde, a HBO anunciou que Westworld havia sido oficialmente transformada em uma série e que estrearia em 2015. Em agosto de 2015, a HBO lançou o primeiro teaser, que revelou que a série estrearia em 2016. Esta é a segunda série baseada em uma história original de Michael Crichton após Beyond Westworld, da década de 1980, que teve apenas três episódios exibidos na emissora CBS antes de ser cancelada.
J. J. Abrams sugeriu que a série fosse contada com a perspectiva da mente dos "anfitriões". Jonathan Nolan se inspirou em videogames, como BioShock Infinite, Red Dead Redemption e The Elder Scrolls V: Skyrim, para lidar com o componente moral da narrativa em um espectro. Ele explicou que a série iria explorar por que "a violência está na maioria das histórias que gostamos de assistir, mas não faz parte do que gostamos de fazer" através dos personagens conhecidos como "convidados", que pagam para satisfazer esses impulsos. A existência autônoma de personagens não-manipuláveis em videogames influenciou a abordagem das histórias individuais em Westworld que são reiniciados em um loop contínuo. Uma citação de Romeu e Julieta, de William Shakespeare - "Estes delírios violentos têm fins violentos" - está na série como um vírus disparador dentro dos anfitriões que altera a forma como eles percebem sua existência. A série explora ideias sobre a mente bicameral, um termo criado por Julian Jaynes, que se trata da existência de duas mentes separadas - uma que dá instruções e outra que as executa, e como a consciência divide a parede entre eles, expondo o indivíduo a novos tipos de estímulos. Quando foi questionado se os mundos temáticos do Império Romano ou da Idade Média que existem no filme original apareceriam na série, Jonathan Nolan respondeu que talvez pudessem ser possíveis novos cenários. George R. R. Martin reuniu-se com Jonathan Nolan e Lisa Joy para lhes dar a ideia de um cenário inspirado em Westeros, com robôs baseados em personagens de Game of Thrones. Ed Brubaker foi produtor supervisor na equipe de redação, co-escrevendo o quarto episódio da primeira temporada da série, juntamente com Jonathan Nolan.
A figurinista Ane Crabtree se aproximou de seu trabalho ao focar nos figurinos de Velho Oeste das épocas de 1850 à 1890, ao invés de se inspirar nos filmes ocidentais. Os tecidos foram feitos à medida, tingidos e impressos para qualquer ator que tenha um papel com falas para capturar os meandros dos trajes, a maioria do figurino foi fabricado no norte de Nova York e em Los Angeles. Os designs de chapéus foram descritos como os mais desafiadores do processo.
A série foi planejada pelos escritores e produtores para ter cinco temporadas.

### Financiamento
Os dez episódios da primeira temporada foram produzidos com um orçamento de aproximadamente 100 milhões de dólares, com orçamentos por episódio em torno de 8 milhões a 10 milhões de dólares. A HBO e a Warner Bros. Television dividiram o custo da produção da série. A HBO alegadamente também pagou uma taxa de licenciamento não-divulgada à Warner Bros. Television para direitos de transmissão.

### Escolha de elenco
Anthony Hopkins e Evan Rachel Wood foram os primeiros membros do elenco formalmente anunciados, assumindo os papéis de Dr. Robert Ford e Dolores Abernathy, respectivamente. Jeffrey Wright, Rodrigo Santoro, Shannon Woodward, Ingrid Bolsø Berdal, Angela Sarafyan e Simon Quarterman foram todos anunciados como membros do elenco em agosto de 2014. James Marsden e Eddie Rouse também foram adicionados ao elenco. Ed Harris foi anunciado em um papel-chave de vilão, conhecido apenas como o Homem de Preto. Outros papéis foram preenchidos por Demetrius Grosse, Kyle Bornheimer, Currie Graham, Lena Georgas, Steven Ogg, Timothy Lee DePriest, Ptolemy Slocum, Thandie Newton e Miranda Otto. Em julho de 2015, foi anunciado que Miranda Otto havia desistido da série devido a seus compromissos com a quinta temporada de Homeland, e foi substituída por Sidse Babett Knudsen. Além disso, outros três atores foram anunciados: Eion Bailey, Jimmi Simpson e Clifton Collins Jr. Mais tarde, Eion Bailey foi substituído por Ben Barnes. Talulah Riley foi anunciada em um papel de anfitriã depois que seu ex-marido, Elon Musk, revelou isto no Twitter.

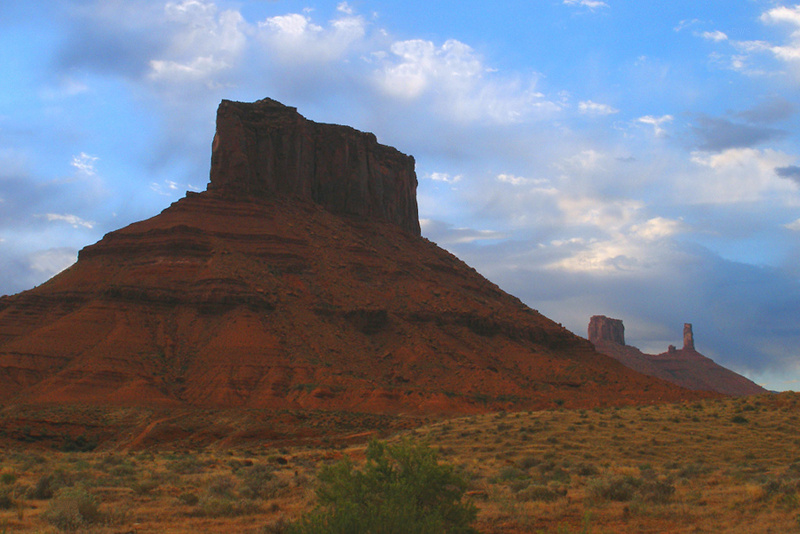
Castle Valley, em Utah, Estados Unidos, é um dos locais de filmagens.

### Filmagens
No início, foi decidido que a série seria filmada em 35 mm com a ajuda de HD taps, apesar das dificuldades crescentes na aquisição de estoques de filmes de outros fabricantes. Para conseguir um olhar mais leve, os cineastas usaram as lentes principais de Arri Zeiss com seus revestimentos removidos.
As filmagens do episódio piloto da série ocorreram durante um período de 22 dias em agosto de 2014, em torno de Los Angeles, assim como em Moab, Utah, nos Estados Unidos.
Os locais de filmagens na Califórnia incluíam vários estúdios sonoros, backlots no Universal Studios e no Warner Bros., o Paramount Ranch, em Agoura, o Melody Ranch, em Santa Clarita e o Pacific Design Center, em West Hollywood. O set de Melody Ranch, que foi utilizado para a cidade de Sweetwater, havia sido usado anteriormente para muitos filmes ocidentais, como Django Unchained e The Magnificent Seven, mas foi significativamente atualizado para ser usado em Westworld pelo designer de produção Zack Grobler para retratar uma versão idealizada da fronteira americana. As telas verdes foram colocadas em torno dos sets da Califórnia para obstruir objetos modernos como lotes de estacionamento, de modo que as tomadas na Califórnia pudessem, mais tarde, serem fundidas digitalmente com as tomadas vindas de fora de Utah.
Para o grande visual da série, os produtores se inspiraram no trabalho de John Ford, que filmou quatro de seus filmes ocidentais no Castle Valley, ao leste de Moab. Na primavera de 2014, Jonathan Nolan visitou o sul de Utah com membros-chave da equipe e um localizador de locais para explorar a possibilidade de filmar lá, e rapidamente se apaixonou pelo lugar. O local de filmagens do episódio piloto ocorreu mais tarde, durante cinco dias no sul de Utah, incluindo o Castle Valley. A maioria dos locais de Utah, como o Dead Horse Point State Park, eram como "vagar" em áreas onde tanto o elenco quanto a equipe foram obrigados a entrar e sair com todos os equipamentos. Cenas de cavalgadas foram filmadas em um rancho privado, onde os cineastas não estavam sujeitos a tantas restrições quanto ao trabalhar em terras públicas. Para misturar perfeitamente os cenários da Califórnia com o cenário de Utah, as muralhas foram enviadas para Utah para que pudessem ser usadas para filmar os ângulos inversos das cenas originalmente filmadas na Califórnia. Por exemplo, as conversas na varanda exterior do centro de operações de Westworld foram filmadas em uma varanda no Pacific Design Center voltada para o centro e, em seguida, os ângulos invertidos por cima dos ombros dos atores foram filmados no Dead Horse Point State Park, para parecer como se o centro de operações estivesse localizado no topo das falésias íngremes do parque estadual. As cenas do interior do trem foram criadas montando o conjunto completo do vagão do trem na parte traseira de um caminhão e conduzindo o caminhão para a frente e para trás ao longo da rota 128 do estado de Utah.
A impressão 3D dos anfitriões foi filmada utilizando efeitos práticos, dos quais alguns foram polidos pela equipe de efeitos visuais. Por respeito aos atores e figurantes envolvidos, as filmagens de nudez são conduzidas em um set fechado, e para as cenas de sexo, um consultor de sexo é usado.
A produção foi interrompida temporariamente por alguns meses no início de 2016 para que os criadores da série, Jonathan Nolan e Lisa Joy, pudessem completar os roteiros dos últimos quatro episódios da primeira temporada.

### Sequência de abertura
A sequência de abertura da série foi criada pelo estúdio de produção Elastic, que anteriormente já havia criado as sequências de abertura de Rome, Carnivàle e Game of Thrones. Patrick Clair atuou como diretor criativo na sequência de abertura, que levou cerca de cinco semanas para se conceituar. Patrick Clair se encontrou com Jonathan Nolan e Lisa Joy em fevereiro de 2016 para discutir sobre o desenvolvimento. Ele estava interessado em sua decisão de abordar o ponto de vista da série pela perspectativa dos anfitriões, julgando o resultado de um estudo psicológico inerente. Após sua criação, a abertura traduziria elementos presentes na série via desenho assistido por computador. Por exemplo, quando Patrick Clair recebeu imagens do compositor Ramin Djawadi de um piano automático em movimento, sua contraparte real, situada no escritório de produção de Westworld, foi fotografada e depois reconstruída em imagens geradas por computador. Jonathan Nolan também aplicou isso como uma referência ao primeiro livro de Kurt Vonnegut, Player Piano, destinado a representar a primeira máquina de Rube Goldberg a demonstrar uma resposta emocional. Patrick Clair viu uma metáfora por trás do piano automático – "uma forma primitiva de robô" – como uma exploração da disparidade entre o homem e a máquina, "...sendo criadas para serem redundantes." Os anfitriões que foram banhados em líquido branco chamaram sua atenção como uma justaposição entre o grão e a semente do gênero ocidental e sua base na ficção científica. A ideia principal de Homem Vitruviano, de Leonardo da Vinci, surgiu do desejo de Patrick Clair de transmitir a representação de Westworld do corpo humano nu. A sequência de abertura começa com a caixa torácica de um cavalo, juntamente com um conjunto de anfitriões fabricados por robôs industriais. O cavalo esquelético é mostrado galopeando para subverter a iconografia de tal representação. Quanto a seus esforços em expor as paisagens ocidentais em conexão com um mundo da robótica, Patrick Clair achou sensato que fosse feito dentro de um único olho; crateras e vales são formados como o simulacro de uma íris.

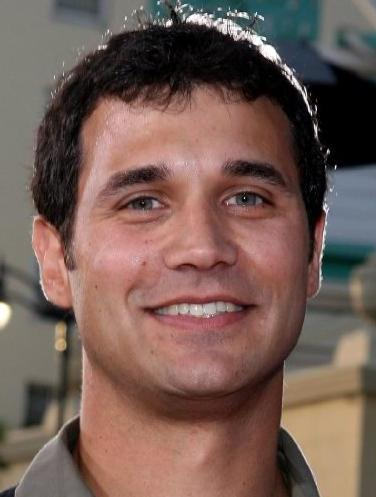
Ramin Djawadi, o compositor de Westworld

### Trilha sonora
A trilha sonora é composta por Ramin Djawadi, que também trabalhou com o showrunner Jonathan Nolan na série de televisão Person of Interest. A música de abertura de Westworld combina o uso de notas de baixo, arpejos e melodia, todos os quais complementam o "aspecto do parque temático", diz Ramin Djawadi. A trilha sonora da primeira temporada foi lançada em 5 de dezembro de 2016.
Em uma entrevista, Ramin Djawadi falou sobre as músicas modernas usadas na série. Ele afirmou: "A série tem uma sensação anacrônica, é um parque temático ocidental, e ainda tem robôs, então por que não ter músicas modernas? E isso é uma metáfora em si mesma, envolvida no tema geral da série." O recurso foi inventado por Jonathan Nolan. As apresentações de piano automático que são destaque em Westworld incluem "No Surprises", "Fake Plastic Trees" e "Motion Picture Soundtrack", da banda Radiohead, "Black Hole Sun", da banda Soundgarden, "Paint It Black", da banda The Rolling Stones, "Pine Apple Rag" e "Peacherine Rag", do compositor Scott Joplin, "Reverie L.68", de Claude Debussy, "A Forest", de The Cure, a versão da banda The Animals da música "The House of the Rising Sun", e "Back to Black", de Amy Winehouse. Os custos de licenciamento variaram de 15 mil dólares à 55 mil dólares.

## Transmissão
Na América do Norte, a série é transmitida pela HBO nos Estados Unidos, pela HBO Canada no Canadá, e pela HBO Latin America no México, desde 2 de outubro de 2016. Em outros países, a série foi adquirida na Austrália pela Showcase, com cada episódio sendo exibido ao mesmo tempo que nos EUA. No Reino Unido e na Irlanda, Westworld é transmitido pela Sky Atlantic desde 4 de outubro de 2016. Para evitar competir com o segundo debate presidencial dos Estados Unidos de 2016, a HBO lançou o segundo episódio para seus assinantes em seus canais de distribuição online em 7 de outubro de 2016, dois dias antes da data de transmissão original do episódio.
O episódio piloto da série teve números de audiência compatíveis com outra série da HBO, True Detective. Michael O'Connell, da revista The Hollywood Reporter, observou que as fontes colocaram o total geral da noite (combinando o streaming de conteúdo da HBO Go e da HBO Now, em 3.3 milhões de telespectadores). Michael Kennedy, da ScreenRant, concorda com a comparação de Michael O'Connell, acrescentando que a HBO deve estar respirando um suspiro de alívio, considerando que a série Vynil, que foi fortemente promovida, "não conseguiu ressoar" com os assinantes, apesar das duas séries terem nomes reconhecíveis na frente e atrás das câmeras, e cada uma custar cerca de 100 milhões de dólares para serem produzidas. Mandy Adams, do iTech Post observou: "As reações do público no Twitter foram 545 por cento melhor estimadas em relação à estreia de Vynil, e 326 por cento melhor estimadas em relação à temporada mais recente de The Leftovers."

## Marketing
Antes da exibição de Westworld, a HBO realizou exposições de realidade virtual em eventos como San Diego Comic-Con e Techcrunch Disrupt dedicadas a Westworld: A Delos Destination. Os participantes foram autorizados a desfrutar do processo pelo qual os convidados entram Westworld, e interagir com o ambiente 3D. Feita para funcionar em óculos de realidade virtual no HTC Vive, a peça foi concebida pelos showrunners da série, Jonathan Nolan e Lisa Joy. A peça foi projetada usando Unreal Engine 4, combinando conteúdos gerados por computador e por vídeos de live action de 360 graus. Os participantes receberam um código binário que permitia acesso a um site chamado "Descubra Westworld" como parte do marketing viral. Os convidados foram convidados a assistir um trailer de um site de viagens fictício que os levava a encomendar uma viagem para Westworld.

## Recepção

### Recepção da crítica
A recepção inicial da série foi positiva, com elogios particulares para o figurino, enredo e atuações. Depois de críticas iniciais, a primeira temporada tem um índice de aprovação de 88% baseado em 70 críticos no site de agregação de avaliações Rotten Tomatoes, com uma pontuação média de 8,1 de 10 e uma pontuação média por episódio de 94%. O consenso do site diz: "Com um impressionante nível de qualidade que honra seu material de origem, a brilhante e viciante Westworld equilibra o drama inteligente e fascinante contra a insanidade absoluta". No site agregador de arte Metacritic, a primeira temporada tem uma pontuação de 74 de 100 baseada em 43 avaliações, indicando "opiniões geralmente favoráveis".
Os críticos da revista TV Guide colocaram Westworld em quinto lugar entre as dez melhores escolhas das séries novas mais esperadas da temporada 2016–2017. Na avaliação geral do crítico Tim Surette, ele observa o conceito perfeito de misturar a premissa ocidental em um cenário futurista, dizendo: "Bem, Westworld possui os dois, garantindo que será uma mistura de gêneros excitante que irá romper um bordão da televisão que normalmente diz que só podemos ter uma coisa ou outra." Tim Surette também acrescentou: "O visual da série e seu bom elenco balançam as portas do salão, mas o verdadeiro prazer será a inteligente discussão sobre se os robôs eventualmente matarão a todos. Felizmente, o criador, Jonathan Nolan, já nos mostrou que ele é o cara que criou a inteligência artificial de Person of Interest."

## Prêmios
| Ano  | Prêmio                               | Categoria                                                                          | Indicados | Resultado | Ref.            |
| ---- | ------------------------------------ | ---------------------------------------------------------------------------------- | --- | --------- | --------------- |
| 2016 | Satellite Awards                     | Melhor Atriz em Série Dramática                                                    | Evan Rachel Wood | Venceu    | [ 94 ] [ 95 ]   |
| 2016 | Satellite Awards                     | Melhor Série de Televisão                                                          | Westworld | Indicado  | [ 94 ] [ 95 ]   |
| 2016 | Critcs’ Choice Television Awards     | Melhor Série Dramática                                                             | Westworld | Indicado  | [ 96 ] [ 97 ]   |
| 2016 | Critcs’ Choice Television Awards     | Melhor Atriz em Série Dramática                                                    | Evan Rachel Wood | Venceu    | [ 96 ] [ 97 ]   |
| 2016 | Critcs’ Choice Television Awards     | Melhor Atriz Coadjuvante em Série Dramática                                        | Thandie Newton | Venceu    | [ 96 ] [ 97 ]   |
| 2016 | American Society of Cinematographers | Destaque Cinematográfico em Filme, Minissérie ou Piloto para Televisão             | Paul Cameron por "The Original" | Indicado  | [ 98 ]          |
| 2017 | Prêmios Globo de Ouro                | Melhor Série Dramática                                                             | Westworld | Indicado  | [ 99 ]          |
| 2017 | Prêmios Globo de Ouro                | Melhor Atriz em Série Dramática                                                    | Evan Rachel Wood | Indicado  | [ 99 ]          |
| 2017 | Prêmios Globo de Ouro                | Melhor Atriz Coadjuvante em Televisão - Série, Minissérie ou Telefilme             | Thandie Newton | Indicado  | [ 99 ]          |
| 2017 | Prêmios Emmy do Primetime            | Melhor Série Dramática                                                             | J. J. Abrams, Jonathan Nolan, Lisa Joy, Bryan Burk, Athena Wickham, Kathy Lingg, Richard Lewis, Roberto Patino, Katherine Lingenfelter e Cherylanne Martin | Indicado  | [ 100 ]         |
| 2017 | Prêmios Emmy do Primetime            | Melhor Ator em Série Dramática                                                     | Anthony Hopkins | Indicado  | [ 100 ]         |
| 2017 | Prêmios Emmy do Primetime            | Melhor Atriz em Série Dramática                                                    | Evan Rachel Wood | Indicada  | [ 100 ]         |
| 2017 | Prêmios Emmy do Primetime            | Melhor Ator Coadjuvante em Série dramática                                         | Jeffrey Wright | Indicado  | [ 100 ]         |
| 2017 | Prêmios Emmy do Primetime            | Melhor Atriz Coadjuvante em Série Dramática                                        | Thandie Newton | Indicada  | [ 100 ]         |
| 2017 | Prêmios Emmy do Primetime            | Melhor direção em Série Dramática                                                  | Jonathan Nolan (por The Bicameral Mind) | Indicado  | [ 100 ]         |
| 2017 | Prêmios Emmy do Primetime            | Melhor Roteiro em Série Dramática                                                  | Jonathan Nolan e Lisa Joy (por The Bicameral Mind) | Indicado  | [ 100 ]         |
| 2017 | Creative Arts Emmy Award             | Melhor Elenco em Serie Dramática                                                   | John Papsidera | Indicado  | [ 100 ]         |
| 2017 | Creative Arts Emmy Award             | Melhor Fotografia em Série de Câmera Única                                         | Paul Cameron (por The Original) | Indicado  | [ 100 ]         |
| 2017 | Creative Arts Emmy Award             | Melhor Figurino em Séries, Minisséries ou Telefilme Histórico ou de Fantasia       | Trish Summerville, Jo Kissack Folsom e Lynda Foote (por The Original) | Indicado  | [ 100 ]         |
| 2017 | Creative Arts Emmy Award             | Melhor Mídia Interativa em um Programa Roteirizado                                 | HBO, Bad Robot, Kilter Films | Venceu    | [ 100 ]         |
| 2017 | Creative Arts Emmy Award             | Melhor Penteado em Série de Câmera única                                           | Joy Zapata, Pavy Olivarez, Bruce Samia e Donna Anderson (por Contrapasso) | Venceu    | [ 100 ]         |
| 2017 | Creative Arts Emmy Award             | Melhor Abertura                                                                    | Patrick Clair, Raoul Marks, Yongsub Song, Felix Soletic, Jessica Hurst e Jose Limon | Indicado  | [ 100 ]         |
| 2017 | Creative Arts Emmy Award             | Melhor Maquiagem em Série de Câmera Única (Não-Protética)                          | Christien Tinsley, Myriam Arougheti, Gerald Quist, Lydia Milars e Ed French (por The Original) | Venceu    | [ 100 ]         |
| 2017 | Creative Arts Emmy Award             | Melhor Maquiagem Protética em Série, Minissérie, Telefilme ou Especial             | Christien Tinsley, Hiroshi Yada, Georgia Allen, Gerald Quist e Myriam Arougheti (por The Original) | Indicado  | [ 100 ]         |
| 2017 | Creative Arts Emmy Award             | Melhor Música Tema                                                                 | Ramin Djawadi | Indicado  | [ 100 ]         |
| 2017 | Creative Arts Emmy Award             | Melhor Edição em Série Dramática de Câmera Única                                   | Andrew Seklir (por The Bicameral Mind) | Indicado  | [ 100 ]         |
| 2017 | Creative Arts Emmy Award             | Melhor Direção de Arte em Programa de Fantasia ou Narrativa Contemporânea          | Zack Grobler, Steve Christensen e Julie Ochipinti (por The Bicameral Mind) | Indicado  | [ 100 ]         |
| 2017 | Creative Arts Emmy Award             | Melhor Direção de Arte em Programa de Fantasia ou Narrativa Contemporânea          | Nathan Crowley, Naaman Marshall e Julie Ochipinti (por The Original) | Indicado  | [ 100 ]         |
| 2017 | Creative Arts Emmy Award             | Melhor Edição de Som para uma série                                                | Thomas E. Matthew Sawelson, Brian Amstrong, Fred Paragano, Mark Allen, Marc Glassman, Sebastian Visconti, Geordy Sincavage, Michael Head, Christopher Kaller, Rick Owens e Tara Blume Norton (por The Bicameral Mind)                                                              | Indicado  | [ 100 ]         |
| 2017 | Creative Arts Emmy Award             | Melhor Mixagem de Som para uma Série de Comédia ou Drama (Uma Hora)                | Keith Rogers, Scott Weber, Roger Stevenson e Kyle O'Neal (por The Bicameral Mind) | Venceu    | [ 100 ]         |
| 2017 | Creative Arts Emmy Award             | Melhores Efeitos Visuais                                                           | Jay Worth, Elizabeth Castro, Joe Wehmeyer, Eric Levin-Hatz, Bobo Skipper, Gustav Ahren, Paul Ghezzo, Mitchell S. Drain e Michel Lantieri (por The Bicameral Mind) | Venceu    | [ 100 ]         |
| 2017 | Screen Actors Guild                  | Melhor elenco em série dramática                                                   | Anthony Hopkins, Evan Rachel Wood, Jeffrey Wright, Thandie Newton, Ed Harris, Jimmi Simpson, James Marsden, Ben Barnes, Talulah Riley, Luke Hemsworth, Rodrigo Santoro, Angela Sarafyan, Ingrid Bolsø Berdal, Sidse Babett Knudsen, Shannon Woodward, Leonardo Nam, Ptolemy Slocum | Indicado  | [ 101 ] [ 102 ] |
| 2017 | Screen Actors Guild                  | Melhor atriz em série dramática                                                    | Thandie Newton | Indicada  | [ 101 ] [ 102 ] |
| 2017 | Prêmio Saturno                       | Melhor série televisiva de ficção científica                                       | Westworld | Venceu    | [ 103 ]         |
| 2017 | Prêmio Saturno                       | Melhor ator coadjuvante em televisão                                               | Ed Harris | Venceu    | [ 103 ]         |
| 2017 | Prêmio Saturno                       | Melhor ator coadjuvante em televisão                                               | Jeffrey Wright | Indicado  | [ 103 ]         |
| 2017 | Prêmio Saturno                       | Melhor atriz coadjuvante em televisão                                              | Thandie Newton | Indicado  | [ 103 ]         |
| 2017 | Prêmio Saturno                       | Melhor atriz coadjuvante em televisão                                              | Evan Rachel Wood | Indicado  | [ 103 ]         |
| 2017 | Prêmio Saturno                       | Melhor convidado em série televisiva                                               | Anthony Hopkins | Indicado  | [ 103 ]         |
| 2018 | Prémios Emmy do Primetime de 2018    | Melhor série dramática                                                             | Westworld | Indicado  | [ 104 ]         |
| 2018 | Prémios Emmy do Primetime de 2018    | Melhor ator em série dramática                                                     | Ed Harris | Indicado  | [ 104 ]         |
| 2018 | Prémios Emmy do Primetime de 2018    | Melhor ator em série dramática                                                     | Jeffrey Wright | Indicado  | [ 104 ]         |
| 2018 | Prémios Emmy do Primetime de 2018    | Melhor atriz em série dramática                                                    | Evan Rachel Wood | Indicado  | [ 104 ]         |
| 2018 | Prémios Emmy do Primetime de 2018    | Melhor atriz coadjuvante em série dramática                                        | Thandie Newton (por "Akane No Mai") | Venceu    | [ 104 ]         |
| 2018 | Primetime Creative Arts Emmy Awards  | Melhor ator convidado em série dramática                                           | Jimmi Simpson (por "Reunion") | Indicado  | [ 104 ]         |
| 2018 | Primetime Creative Arts Emmy Awards  | Melhor Elenco em Serie Dramática                                                   | John Papsidera | Indicado  | [ 104 ]         |
| 2018 | Primetime Creative Arts Emmy Awards  | Melhor Fotografia em Série de Câmera Única - Uma Hora                              | John Grillo (por "The Riddle of the Sphinx") | Indicado  | [ 104 ]         |
| 2018 | Primetime Creative Arts Emmy Awards  | Melhor Figurino em Série de Fantasia ou Sci-Fi                                     | Sharen Davis, Charlene Amateau, Jodie Stern, Sandy Kenyon (por "Akane no Mai") | Indicado  | [ 104 ]         |
| 2018 | Primetime Creative Arts Emmy Awards  | Melhor Penteado em Câmera Simples (Uma Hora)                                       | Joy Zapata, Lori McCoy Bell; Dawn Victoria Dudley, Karen Zanki, Connie Kallos, Norma Lee (por "Akane no Mai") | Venceu    | [ 104 ]         |
| 2018 | Primetime Creative Arts Emmy Awards  | Melhor Mídia Interativa em Programa Roteirizado                                    | Chaos Takes Control Interactive Experience (HBO) | Venceu    | [ 104 ]         |
| 2018 | Primetime Creative Arts Emmy Awards  | Melhor Abertura                                                                    | Patrick Clair, Raoul Marks, Jose Limon, Savva Tsekmes | Indicado  | [ 104 ]         |
| 2018 | Primetime Creative Arts Emmy Awards  | Melhor Maquiagem em série de Câmera Única (Não-Protética)                          | Elisa Marsh, Allan A. Apone, Rachel Hoke, John Damiani, Ron Pipes, Ken Diaz (por "Akane no Mai") | Venceu    | [ 104 ]         |
| 2018 | Primetime Creative Arts Emmy Awards  | Melhor Maquiagem Protética em Série, Minissérie, Telefilme ou Especial             | Justin Raleigh, Kevin Kirkpatrick, Thom Floutz, Chris Hampton, Bryan Blair, Michael Ezell, Steve Koch (por "The Riddle of the Sphinx") | Indicado  | [ 104 ]         |
| 2018 | Primetime Creative Arts Emmy Awards  | Melhor composição musical em série                                                 | Ramin Djawadi (por "Akane no Mai") | Indicado  | [ 104 ]         |
| 2018 | Primetime Creative Arts Emmy Awards  | Melhor supervisão musical                                                          | Sean O'Meara (por "Akane no Mai") | Indicado  | [ 104 ]         |
| 2018 | Primetime Creative Arts Emmy Awards  | Melhor Direção de Arte para Programa de Narrativa Contemporânea (Uma Hora ou mais) | Nathan Crowley, Steve Christensen, Julie Ochipinti | Indicado  | [ 104 ]         |
| 2018 | Primetime Creative Arts Emmy Awards  | Melhor Edição de Som para série de comédia ou drama (Uma Hora)                     | Thomas E. deGorter, Brett Hinton, Chris Kahwaty, Fred Paragano, Brian Armstrong, Mark Allen, Marc Glassman, Allegra De Souza, Christopher Kaller, Michael Head, Jordan McClain, Geordy Sincavage, Tara Blume, Matt Salib, Rick Owens (for "Akane no Mai")                          | Indicado  | [ 104 ]         |
| 2018 | Primetime Creative Arts Emmy Awards  | Melhor Mixagem de Som para série de comédia ou drama (Uma Hora)                    | Andy King, Keith Rogers, Geoffrey Patterson (por "Akane no Mai") | Indicado  | [ 104 ]         |
| 2018 | Primetime Creative Arts Emmy Awards  | Melhores Efeitos Visuais                                                           | Jay Worth, Jacqueline VandenBussche, Bruce Branit, Kama Moiha, Michelle H. Pak, Bobo Skipper, Niklas Nuyqvist, Nhat Phong Tran, Mike Enriquez (por "The Passenger") | Indicado  | [ 104 ]         |
| 2018 | Primetime Creative Arts Emmy Awards  | Melhor coordenação de dublês para série dramática, limitada ou telefilme           | Doug Coleman, Brian Machleit | Indicado  | [ 104 ]         |
| 2019 | Prêmios Globo de Ouro                | Melhor Atriz Coadjuvante em Televisão                                              | Thandie Newton | Indicado  | [ 105 ]         |